# Comarca de Órdenes
La comarca de Órdenes (en gallego y oficialmente Ordes) (en gallego y oficialmente comarca de Ordes) es una comarca situada en el noroeste de España, provincia de La Coruña (Galicia). Limita, al norte, con las comarcas de Bergantiños y La Coruña; al este, con la comarca de Betanzos; al sur, con la comarca de Arzúa; y al oeste, con la comarca de Santiago.

## Municipios
Está formada por los siguientes municipios: 
- Cerceda
- Frades
- Mesía
- Órdenes
- Oroso
- Tordoya
- Trazo